# ITALIAN GARDEN
『ITALIAN GARDEN』（イタリアン・ガーデン）は、クレイジーケンバンド13枚目のオリジナル・アルバム。2012年2月29日発売。DVD付初回限定盤と通常盤の2形態で発売。2015年1月1日には2枚組LPレコードでも発売されている。

## 収録曲
作詞・作曲：横山剣（特記以外）
編曲：横山剣/小野瀬雅生（特記以外）小野瀬雅生（11.12.14.20）
CD
1. マカロニ・イタリアン（Instrumental）
作曲：小野瀬雅生
2. 不良倶楽部
3. 京都野郎
4. BIBIMBOP
5. 夏っ子
作詞・作曲：横山剣/菅原愛子
6. 夕凪
7. eye catch -area one-
8. 夜明け
9. 女のグランプリ
10. 女と海と太陽と
11. MITSUBACHI
12. ワイルドで行こう!!![6]
13. eye catch -area two-
14. シウマイ娘
15. 春巻 -Spring Roll-
16. SOULMATE
作詞：横山剣/菅原愛子
作曲：横山剣/菅原愛子/高林辰男
17. 生き残れ!!![7]
18. eye catch -area three-
19. いっぱい いっぱい[8]
20. そんなこと言わないで（歌：堺正章とクレイジーケンバンド）
21. おにいちゃん[9]

初回限定盤付属DVD
1. OMAKE!!!:OFFICIAL BOOTLEG LIVE DVD　（NAKAYOSHI 2011 at YOKOHAMA BLITZ 2011.6.24）

1. 金龍酒家
2. 馬力
3. いっぱい いっぱい
4. お･ん･な
5. ウォーカーヒルズ･ブーガルー
6. eye catch / 世界にひとつのCKB
7. スポルトマティック
8. 友だちはいいもんだ
9. CRAZY KEN 喋る! 喋る! 喋る! （CRAZY KEN スペシャル・インタビュー）